# Пам'ятник Тіціану Табідзе
Пам'ятник Тіціану Табідзе (груз. ტიტანი ტაბიძის ძეგლი) — пам'ятник у Тбілісі, розташований у сквері біля храму Анчісхаті. Тіціан Табідзе (1895-1937) - відомий грузинський поет.

## Історія
Репресований в 1937, Тіціан Табідзе реабілітований в 1954.
У 1966 в селі Чквіші Ванського району (регіон Імеретія) відкрито будинок-музей поета.